# أحمد أرسلان (لاعب كرة قدم)
أحمد أرسلان (بالألمانية: Ahmet Arslan) (30 مارس 1994 في ألمانيا - ) هو لاعب كرة قدم ألماني في مركز الوسط. لعب مع نادي هامبورغ.

## وصلات خارجية
- أحمد أرسلان على موقع قاعدة بيانات كرة القدم.إي يو (الإنجليزية)
- أحمد أرسلان على موقع Soccerway.com (الإنجليزية)
- أحمد أرسلان على موقع عالم كرة القدم.نت (الإنجليزية)
- أحمد أرسلان على موقع AS.com (الإسبانية)